# Philoganga robusta
Philoganga robusta – gatunek ważki równoskrzydłej z rodziny Philogangidae.
Jako miejsce typowe wskazano Chiny.